# Acanthamoebidae
Acanthamoebidae es una familia de eucariotas unicelulares dentro del grupo Amoebozoa.
La especie más conocida es la Acanthamoeba, además de la Comandonia operculata y la Protacanthamoeba bohemica. Muchos tipos de Acanthamoebidae prevalecen en el suelo y el agua de una variedad de ambientes. Son similares a la Hartmannella, pero tienen pseudópodos estructurados de manera diferente, en lo que respecta a los microfilamentos de actina que los componen. Puede ser potencialmente patógeno para humanos y animales.
Se ha descrito que tiene un origen común con Entamoebidae y Dictyostelea.

## Estructura
El tamaño físico típico de la familia Acanthamoebidae, rara vez crecen más de 65 μm o son menores de 30 µm. Tienen una forma específica de pseudópodos, denominada acanthopodia, los que se forman y reabsorben continuamente para inducir la locomoción, tomando forma triangular o cónica. Sobresalen de cada área de la superficie celular y suelen ser cortos y finos, aunque en  A. astronyxis y A. comandoni, pueden ser bastante largos. Varios haces de microfilamentos de actina se extienden como núcleos rígidos hacia los acantopodios. Los acantopodios que avanzan son anchos y en forma de lengua, con márgenes y filopodios irregulares.

## Clasificación
La familia Acanthamoebidae pertenece al orden Centramoebida en la clase Discosea, filo Amoebozoa. Dentro de la familia Acanthamoebidae se encuentran los siguientes géneros:
- Acanthamoeba – 33 especies.
- Comandonia – 1 especie.[8]
- Dracoamoeba – 1 especie.
- Luapeleamoeba – 2 especies.
- Protacanthamoeba – 3 especies.
- Vacuolamoeba – 1 especie.

## Predominio
Los miembros de Acanthamoebidae son muy frecuentes en una variedad de entornos. En la prefectura de Osaka, Japón, se encontraron miembros (así como Naegleria) en el 68,7% de las muestras de agua del grifo tomadas, a pesar de la purificación. Los Acanthamoebidae también se encontraron en el río St. Martin cerca de Ocean City, Maryland, y son muy comunes en las aguas superficiales de muchos océanos.

## Patología
Acanthamoeba spp. puede ser potencialmente patógeno para humanos y animales. Por lo general, un sistema inmunológico sano puede evitar la infección, pero "se sabe que son patógenos oportunistas en la encefalitis amebiana granulomatosa (EAG), una enfermedad crónica de huéspedes inmunocomprometidos, como los pacientes con SIDA y los receptores de trasplantes". La EAG es el resultado de quistes microscópicos que se forman en el sistema nervioso central. Acanthamoeba también puede ser fuente de infecciones en los pulmones, los senos nasales, la piel y los ojos.